# CAcert
CAcert je certifikační autorita, která zdarma vydává digitální certifikáty, což je rozdíl od ostatních certifikačních autorit, které certifikáty prodávají. CAcert má přes 110 000 ověřených uživatelů. Tyto certifikáty lze použít pro elektronický podpis a šifrování e-mailu, autentizaci uživatelů, povolení připojení na webové stránky a zabezpečený přenos dat po Internetu. Jakékoliv aplikace, které podporují Secure Socket Layer (SSL), mohou využít digitální certifikát podepsaný CAcert stejně jako aplikace, která používají X.509 certifikáty, např. pro šifrování nebo digitální podpis.

## Robot CA
CAcert automaticky podepíše certifikáty na základě toho, že žadatel má přístup k uvedené e-mailové adrese nebo specifické e-mailové adresy internetové domény (např. hostmaster@example.com). Operuje tedy jako robotický vydavatel certifikátů. Takové ověření se u certifikátu považuje za slabé, protože CAcert nevyplňuje o žadateli v certifikátu žádné jiné informace, než internetovou doménu nebo e-mailovou adresu (tj. v X.509 certifikátech položku CommonName).

## Síť důvěry
Pro vytvoření vyšší důvěryhodnosti certifikátů, se uživatelé mohou podílet na síti důvěry, kdy se uživatelé fyzicky setkají vzájemně si ověří svou identitu. CAcert pro každý účet vede tzv. body důvěry získané od různých notářů, které se sčítají. Ověřovací body lze získat různými prostředky, a to především tím, že uživatel nechá vlastní identitu fyzicky ověřit u jiného uživatele, klasifikovaného jako "notáře".
S větším počtem bodů důvěry umožňuje CAcert uživatelům další výhody, jako je psaní jména v certifikátu a delší dobou vypršení platnosti. Uživatel, který má nejméně 100 bodů důvěry, může (po složení testů) získat status "notáře" a ověřovat ostatní uživatele, kterým přiděluje body. Více bodů důvěry umožňuje notáři přidělit větší množství bodů ostatním uživatelům.
CAcert sponzoruje Setkání s podepisováním klíčů, a to zejména na velkých akcích, jako je CeBIT a FOSDEM.

## CAcert Inc.
CAcert Inc. tvoří neziskové sdružení registrované v New South Wales (Austrálie) od července 2003 provozované CAcert.org. Skládá se z členů, kteří žijí v různých zemích a 7 členů správní rady.

## Status zařazení
Certifikáty vydané CAcert nejsou ve webových prohlížečích tak užitečné, jako certifikáty vydané komerčními certifikačními autoritami (jako například VeriSign), neboť většina webových prohlížečů neobsahuje kořenový certifikát CAcert. Proto většina uživatelů vidí certifikát podepsaný CAcert jako self-signed certifikát nebo nedůvěryhodnou certifikační autoritou. O zařazení kořenového certifikátu CAcert do Mozilly a odvozených produktů (např. Mozilla Firefox, Mozilla Thunderbird) se vedla jednání, ale ke konci dubna 2007 stáhla CAcert svůj požadavek. Požadavek byl stažen poté, co byl v prosinci 2006 odložen audit, protože CAcert potřebovala zlepšit svůj systém řízení. Zahrnutí kořenového certifikátu CAcert do Mozilly je nyní pro CAcert největší výzva z aktuálně probíhajících řízení.
Kořenový certifikát CAcert je obsažen v následujících operačních systémech nebo distribucích:
- Arch Linux
- Ark Linux[7]
- CentOS
- Debian
- FreeWRT[8]
- Gentoo Linux
- Maemo (Nokia)
- Knoppix
- Mandriva Linux
- MirOS BSD[9]
- OpenBSD